# 5 PN
La Regia Nave 5 PN è stata una torpediniera della Regia Marina italiana in servizio tra il settembre 1911 e il 26 giugno 1915, data del suo affondamento.

## Storia
La torpediniera 5 PN, quinto esemplare della classe (su 39 unità), fu impostata presso i Cantieri navali Pattison di Napoli il 19 febbraio 1910, varata il 5 settembre 1911, ed entrò in servizio il 20 ottobre 1911. Un mese dopo l'entrata in guerra del Regno d'Italia, alle ore 04:00 del 26 giugno 1915 la torpediniera 5 PN lasciò gli ormeggi di Sant’Elena a Venezia per una missione di pattugliamento lungo i campi minati.  Lo scopo della missione era di verificarne l’integrità e per avvistare eventuale naviglio nemico con l'uso del binocolo. 
Comandante della torpediniera era il tenente di vascello Matteo Spano, che con l'intenzione di non far capire al nemico quali fossero i corridoi di accesso a questi campi minati, ordinò di procedere ad andatura sostenuta mutando repentinamente rotta. Nei compiti di pattugliamento era previsto anche di evitare che incaute barche da pesca incappassero nei campi minati.
Appostato nelle vicinanze, a quota periscopio, stazionava il sommergibile austriaco U-10 al comando dell'oberleutnant zur see Franz Wäger. La giornata era caratterizzata da una notevole visibilità dato che si vedeva benissimo la costa dell'Istria, posta ad oltre 40 miglia. Per evitare di essere avvistato, il sommergibile aveva issato lungo il suo periscopio, una piccola vela allo scopo era di passare per una innocua barca da pesca. Leggendo il rapporto del comandante Spano, sembra che questa vela fosse stata avvistata dalla vedetta della torpediniera ma, dopo un più attento esame, essa sembrava sparita. Il sommergibile U-10 lanciò un solo siluro che fu subito avvistato dalla vedetta. Valutato che il siluro avrebbe centrato in pieno la torpediniera Spano diede l'ordine: Pari indietro tutta, ma nonostante la manovra fosse stata eseguita alla massima velocità, il siluro, per pochi metri, colpì la prua della nave, proprio sotto il tagliamare.
Verificato l'entità dei danni Spano stabilì che l'affondamento non sarebbe stato immediato ed ordinò di sparare diversi colpi di cannone nella presunta direzione dove si trovava il sommergibile. I colpi avevano un duplice scopo di far capire al sommergibile che era stato scoperto e di attirare l’attenzione di altre torpediniere italiane che si trovavano in zona.
Dopo circa 30 minuti la nave affondò lentamente. Mentre la poppa con le eliche in lento moto rimaneva per qualche minuto ancora fuori dall’acqua, quel che restava della prua si adagiava su un fondale di circa 20 metri. Il sottomarino austriaco, probabilmente disturbato dal fuoco italiano, si allontanò dal luogo dell’affondamento non presentando quindi alcuna minaccia per i naufraghi. Tutto l'equipaggio, tranne due marinai uccisi direttamente dall’esplosione, riuscì a imbarcarsi sulle scialuppe di salvataggio. Verso sera i naufraghi vennero recuperati dalla torpediniera P.E.70 accorsa in loro aiuto, richiamata dai colpi di cannone esplosi dalla 5 PN.
Il relitto della torpediniera 5 PN giace a circa 13 miglia dalla costa di Venezia, su un fondale sabbioso a 22 metri di profondità, corrosa e semicoperta dalla sabbia. Dell'elegante struttura rimane soltanto la parte centrale, con le due caldaie, i lanciasiluri e la base dell'albero di centro-prua. La torpediniera 5 PN giace a poche miglia dal relitto del cacciatorpediniere Quintino Sella.